# Mille Miglia
A Mille Miglia (em português mil milhas) era uma corrida automobilística de longa distância efectuada em estrada e disputada em Itália durante 24 edições, de 1927 a 1957. O evento ocorreu treze vezes antes da Segunda Guerra Mundial e onze vezes depois de 1947.
O percurso de cerca mil milhas tinha o formato de um "8" ligando a cidade de Bréscia a Roma (ida e volta), totalizando 1600 quilómetros.
Actualmente a Mille Miglia renasceu como uma corrida para automóveis clássicos.

## Vencedores
| Ano     | Pilotos                                      | Carro                                        |
| ------- | -------------------------------------------- | -------------------------------------------- |
| 1927    | Ferdinando Minoia Giuseppe Morandi           | OM 665 S                                     |
| 1928    | Giuseppe Campari Giulio Ramponi              | Alfa Romeo 6C 1500 Super Sport Spider Zagato |
| 1929    | Giuseppe Campari Giulio Ramponi              | Alfa Romeo 6C 1750 Super Sport Spider Zagato |
| 1930    | Tazio Nuvolari Battista Guidotti             | Alfa Romeo 6C 1750 Gran Sport Spider Zagato  |
| 1931    | Rudolf Caracciola Wilhelm Sebastian          | Mercedes-Benz SSKL                           |
| 1932    | Baconin Borzacchini Amedeo Bignami           | Alfa Romeo 8C 2300 Spider Touring            |
| 1933    | Tazio Nuvolari Decimo Compagnoni             | Alfa Romeo 8C 2300 Spider Zagato             |
| 1934    | Achille Varzi Amedeo Bignami                 | Alfa Romeo 8C 2600 Monza Spider Brianza      |
| 1935    | Carlo Maria Pintacuda Alessandro Della Stufa | Alfa Romeo Tipo B                            |
| 1936    | Antonio Brivio Carlo Ongaro                  | Alfa Romeo 8C 2900 A                         |
| 1937    | Carlo Maria Pintacuda Paride Mambelli        | Alfa Romeo 8C 2900 A                         |
| 1938    | Clemente Biondetti Aldo Stefani              | Alfa Romeo 8C 2900 B Spider MM Touring       |
| 1939    | não realizada                                | não realizada                                |
| 1940    | Huschke von Hanstein Walter Baumer           | BMW 328 Berlinetta Touring                   |
| 1941–46 | não realizada                                | não realizada                                |
| 1947    | Clemente Biondetti Emilio Romano             | Alfa Romeo 8C 2900 B Berlinetta Touring      |
| 1948    | Clemente Biondetti Giuseppe Navone           | Ferrari 166 S Coupé Allemano                 |
| 1949    | Clemente Biondetti Ettore Salani             | Ferrari 166 MM Barchetta Touring             |
| 1950    | Giannino Marzotto Marco Crosara              | Ferrari 195 S Berlinetta Touring             |
| 1951    | Luigi Villoresi Pasquale Cassani             | Ferrari 340 America Berlinetta Vignale       |
| 1952    | Giovanni Bracco Alfonso Rolfo                | Ferrari 250 S Berlinetta Vignale             |
| 1953    | Giannino Marzotto Marco Crosara              | Ferrari 340 MM Spider Vignale                |
| 1954    | Alberto Ascari                               | Lancia D24 Spider                            |
| 1955    | Stirling Moss Denis Jenkinson                | Mercedes-Benz 300 SLR                        |
| 1956    | Eugenio Castellotti                          | Ferrari 290 MM Spider Scaglietti             |
| 1957    | Piero Taruffi                                | Ferrari 315 S                                |